# هری فلچر (بازیکن فوتبال، زاده۱۸۷۳)
هری فلچر (انگلیسی: Harry Fletcher؛ ۱۳ ژوئن ۱۸۷۳ – December 1923 (aged 50)) بازیکن فوتبال اهل پادشاهی متحد بریتانیای کبیر و ایرلند بود.
از باشگاه‌هایی که در آن بازی کرده‌است می‌توان به باشگاه فوتبال نوتس کانتی، باشگاه فوتبال گریمزبی تاون، باشگاه فوتبال فولام، و باشگاه فوتبال برنتفورد اشاره کرد.
وی همچنین در تیم ملی فوتبال Football League XI بازی کرده‌است.